# نصف دولار مئوية ولاية ويسكونسن
نصف دولار ويسكونسن الإقليمي المئوي هو نصف دولار تذكاري صممه ديفيد بارسونز، وبنجامين هوكينز وسُك بواسطة مكتب سك العُملة الأمريكي في عام 1936. يُصور الوجه الأمامي فأسًا وخام الرصاص، في إشارة إلى تعدين الرصاص في ولاية ويسكونسن المبكرة، بينما يُصور الوجه الخلفي غريرًا وختمًا إقليميًا.
سعى منظمو الاحتفال بالذكرى المئوية الإقليمية إلى الحِصول على نصف دولار تذكاري لِجمع التبرعات؛ في هذا الوقت وجدت العُملات التذكارية الصادرة حديثًا سوقًا جاهزة لدى هواة الجمع والمضاربين. وبناء على ذلك، قَدم السيناتور روبرت م. لافوليت الابن مشروع قانون، وعلى الرغم من تعديلهِ، فقد أقره الكونغرس دون مُعارضة. عندما رفضت لجنة الفنون الجميلة التصاميم الأولية لبارسونز، عُين هوكينز، وقام بتنفيذ التصاميم، على الرغِم مِن مَنح بارسونز أيضًا الفضل.
سُك ما مجموعهِ 25000 قطعة للبيع العام في يوليو/تموز 1936. ولم يَحدث هذا إلا بعد انتهاء احتفالات المئوية، وعلى الرغم مِن الترويج للعُملات المعدنية خلالها، كانت المبيعات ضعيفة، وظلت العُملات المعدنية تُباع من قِبل الجمعية التاريخية في ويسكونسن حتى نَفد المعروض منها في أواخر الخمسينيات. تصل قيمة العملات المعدنية حاليًا إلى 250 دولارًا.

## خلفية
كانت ولاية ويسكونسن، قَبل انضمامها إلى الاتحاد في عام 1848، إقليمًا. كان جزء كبير من أراضي ويسكونسن جزءًا من إقليم الشمال الغربي، الذي تنازلت عنه بريطانيا العظمى في عام 1783 كجزء من معاهدة باريس. أصبحت المنطقة بعد ذلك جزءًا من إقليم ميشيغان، واكتسبت أهمية خلال عشرينيات القرن التاسع عشر، عندما اكُتشفت رواسب كبيرة من الرصاص (خُلد ذكراها على وجه العُملة) في جنوب غرب ويسكونسن. اختار العديد من عمال المناجم الأوائل العيش في أنفاقهم، بدلاً من بناء منزل منفصل، مما أدى إلى إطلاق لقب "الغرير" على سكان ويسكونسن. مع انتقال المزيد من الأميركيين إلى المنطقة، أصبحت المنطقة مُهمة بما يكفي لتصبح إقليمًا منفصلًا في عام 1836. نُصب أول حاكم لها، هنري دودج، في 4 يوليو/تموز 1836.
نتيجة للإصدارات ذات الكميات القليلة من العُملات التي ارتفعت قيمتها، شهد سوق العُملات التذكارية الأمريكية ارتفاعًا حادًا في عام 1936. حتى عام 1954، كان يُباع كامل سك هذهِ الإصدارات من قِبل الحكومة بالقيمة الاسمية لمجموعة مفوضة من قبل الكونغرس، والتي حاولت بعد ذلك بيعت العُملات المعدنية لتحقيق ربح للعامة. وبعد ذلك، وصلت القطع الجديدة إلى السوق الثانوية، وفي أوائل عام 1936 بيعت جميع القطع التذكارية السابقة بسعر أعلى من أسعار إصدارها. جذبت الأرباح السهلة الواضحة التي يُمكن تحقيقها من خلال شراء وحمل العُملات التذكارية العديد من الأشخاص إلى هواية جمع العملات المعدنية، حيث سعوا إلى شِراء الإصدارات الجديدة. في عام 1936، أصدر الكونغرس قرارًا بإصدار عدد كبير من العُملات التذكارية؛ وصدرت ما لا يقل عن 15 عُملة تذكارية للمرة الأولى. بناءً على طلب المجموعات المخولة بِشرائها، أُعد إنتاج العديد من العُملات المعدنية التي سُكت في السنوات السابقة، والتي يعود تأريخها إلى عام 1936، ومن بينها نصف دولار أوريغون تريل التذكاري، والذي سُك لأول مرة في عام 1926.
من أجل المساعدة في تمويل الأنشطة المُختلفة للاحتفال بالذكرى المئوية لولاية ويسكونسن في ذلك العام، عُينت لجنة الذكرى المئوية لولاية ويسكونسن لجنة سك العُملات المعدنية لدعوة نصف دولارات تذكارية للاحتفال بالذكرى المئوية. شُكلت هذهِ اللجنة في فبراير/شباط 1935، ويرجع ذلك جزئيًا إلى اقتراحات من نادي ماديسون للعُملات المعدنية. نظرًا لأن عام 1936 كان العام الذي شهد ذروة استخدام العُملات التذكارية، فإن حقيقة إن الذكرى المئوية الإقليمية لم تكن تستحق الاحتفال بها على العُملات المعدنية الأمريكية نظرًا لأهميتها المحلية أو الإقليمية لم تؤخذ في الاعتبار. كما قال المؤلف المتخصص في علم العُملات ديفيد باورز ، "إن تأسيس الحكومة الإقليمية كان حدثًا غامضًا إلى حد ما بالنسبة لعُملة معدنية موزعة على المستوى الوطني". اعتبر عالم العُملات بوب باير، في كتاباته في عام 2021، أن الذكرى المئوية لولاية ويسكونسن "واحدة من العديد من الأحداث ذات الاهتمام المحلي البحت في عشرينيات وثلاثينيات القرن العشرين، والتي استخدمت، بمساعدة الكونغرس ودار سك العُملة الأمريكية، العُملات التذكارية لتعزيز إيراداتها".

## تشريع
أثار فريد دبليو هاريس من لِجنة العُملات اهتمام أحد أعضاء مجلس الشيوخ في ولاية ويسكونسن، روبرت إم لافوليت الابن، باقتراح العُملات. قدم لافوليت مشروع قانون لإصدار نصف دولار إقليمي لولاية ويسكونسن في مجلس الشيوخ الأمريكي في 30 يناير/كانون الثاني 1936؛ وأُحيل إلى لجنة الخدمات المصرفية والعُملة. هناك، كانت واحدة من عِدة عُملات تذكارية سيُنظر فيها في 11 مارس/أذار 1936، من قِبل لجنة فرعية بقيادة ألفا ب. آدامز من كولورادو.
سمع السيناتور آدامز عن إساءة استخدام العُملات التذكارية في منتصف ثلاثينيات القرن العشرين، حيث قام المُصدرون بزيادة عدد العُملات المعدنية اللازمة لمجموعة كاملة مِن خلال إصدارها في دور سك مختلفة بعلامات سك مُختلفة؛ ولم يُضع التشريع الذي يجيز ذلك أي حظر على هذا. وشهد ليمان دبليو هوفكر، وهو تاجر عُملات من تكساس ومسؤول في الجمعية الأمريكية لعلم العملات، وأخبر اللجنة الفرعية أن بعض الإصدارات، مثل نصف دولار أوريغون تريل، صدرت على مدار سنوات بتواريخ وعلامات مختلفة. و شراء إصدارات أخرى بالكامل من قِبل تجار فرديين، وبيعت بعض الأصناف مُنخفضة السك من العُملات التذكارية بأسعار مرتفعة. وقد أثارت الأصناف العديدة والأسعار المُبالغ فيها لبعض الإصدارات الناتجة عن هذه الممارسات غضب جامعي العُملات الذين حاولوا الحفاظ على مجموعاتهم الحالية.
وفي 26 مارس/آذار 1936، خرج مشروع قانون ويسكونسن من اللجنة بتقرير كتبه آدامز. وكان مشروع القانون الأصلي سيسمح للجنة ويسكونسن التي تبيع العُملات المعدنية بتحديد عدد العُملات التي ستُسك، ويمكن سكها في أي من دور السك أو جميعها. وبدلاً من ذلك، اشترطت التعديلات أن تُسك في دار سك واحدة فقط، وألا يقل عدد العُملات التي تُسك في المرة الواحدة عن 5000 عُملة، وأن تُصدر خلال عام من إقرار التشريع، مع تأريخ جميعها بعام التشريع. أقر مجلس الشيوخ مشروع القانون في 27 مارس/أذار 1936، وهو الرابع من ستة مشاريع قوانين لعُملات تذكارية نُظر فيها على التوالي، وقد مُرر كل منها دون مناقشة أو معارضة.
ذَهب بعد ذلك مشروع القانون إلى مجلس النواب، وأُحيل إلى لجنة العُملات، الأوزان، والمقاييس. في 16 أبريل/نيسان 1936، قدمت تلك اللجنة تقريرها من خلال أندرو سومرز من نيويورك، حيث أوصت بإقراره بعد تعديله لزيادة الحد الأدنى لعدد الأوراق النقدية التي تُسك في وقت واحد من 5000 إلى 25000، وبالتالي تحديد الحد الأدنى للسك عند 25000. وقد أقر مجلس النواب مشروع القانون، مع التعديلات التي أدخلتها اللجنة، ودون مناقشة أو معارضة، في 28 أبريل/نيسان 1936، بناءً على اقتراح النائب جاردنر آر. ويذرو من ولاية ويسكونسن.
وبِما أن المجلسين لم يقرّا نسختين متطابقتين، فقد أدى ذلك إلى إعادة مشروع القانون إلى مجلس الشيوخ. في الرابع من مايو/أيار، تقدم آدامز بطلب إلى مجلس الشيوخ للموافقة على تعديل مجلس النواب، وهو ما فعله؛ وأصبح مشروع القانون قانونًا، حيث سَمح بما لا يقل عن 25000 نصف دولار ويسكونسن القانوني، بتوقيع الرئيس فرانكلين د. روزفلت في 15 مايو/أيار 1936. وبموجب شروط التشريع الذي يجيز ذلك، لم يكن هناك حد أقصى لعدد العُملات المعدنية التي يُمكن سَكها، طالما أُخذت في شرائح لا تقل عن 25000 عُملة معدنية، وكانت بتصميم واحد يعود تأريخه إلى عام 1936، وأصدرتها الحكومة بحلول 15 مايو/أيار 1937، أي بعد عام واحد من سَن مشروع القانون.

## تحضير

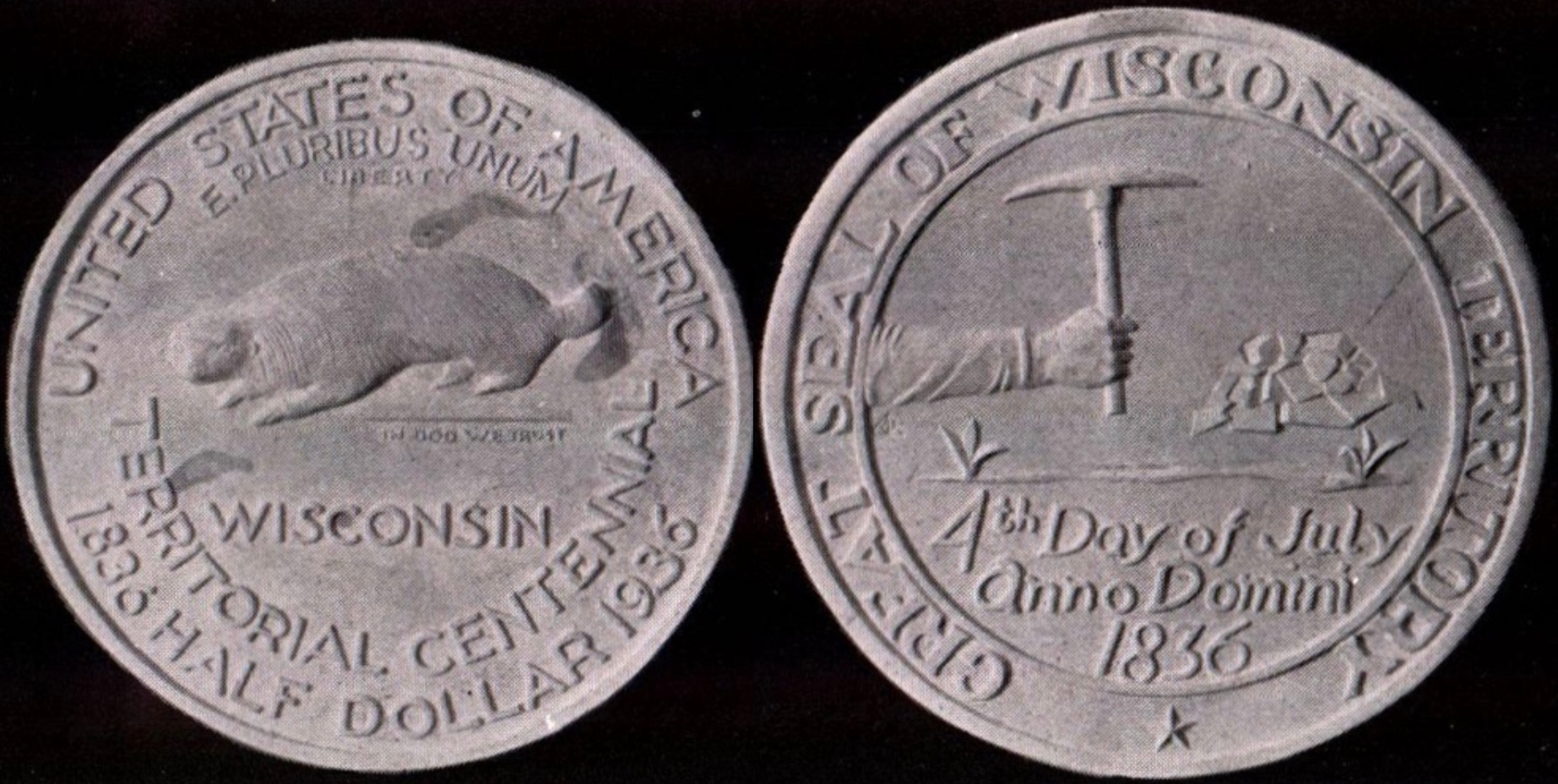
نماذج بارسونز لنصف الدولار

في أبريل/نيسان 1936، وبينما كان مشروع القانون لا يزال أمام الكونغرس، اختارت لجنة مئوية ويسكونسن ديفيد بارسونز، وهو طالب فنون مَحلي، لتصميم العُملة، وقررت استخدام ختم إقليم ويسكونسن على أحد الجانبين، والغرير على الجانب الآخر. كانت النماذج سيئة التنفيذ وبارتفاع عالٍ جدًا، لذا رُفضت من قِبل مكتب السك. طلبت اللجنة اسم فنان مناسب، وأحالت وزارة الخزانة الأمر إلى لجنة الفنون الجميلة (CFA)، التي قامت بعد ذلك بِتكليف النحات النيويوركي بنيامين هوكينز. كُلف CFA بموجب أمر تنفيذي أصدره الرئيس هاردينج عام 1921 بتقديم آراء استشارية بشأن الأعمال الفنية العامة، بما في ذلك العُملات المعدنية.
في 14 مايو/أيار 1936، كتب رئيس CFA، تشارلز مور، إلى هوكينز لإبلاغهِ بمتطلبات لجنة المئوية وإرفاق نُسخة من الختِم الإقليمي. وأخبر هوكينز أن لِجنة المئوية تتوقع الانتهاء من العَمل خلال ثلاثة أسابيع. قدم هوكينز النماذج النهائية إلى دار سك العُملة في 3 يونيو/حزيران 1936، والتي وافقت عليها جمعية مُصنعي العُملات بعد يومين. قُلصت النماذج إلى حجم محاور العُملة المعدنية بواسطة شركة Medallic Art Company في نيويورك.
اعتبر مؤلف علم العُملات دون تاكساي أنه من الظُلم أن يُمنح بارسونز وهاوكينز الفضل المشترك في العُملة المعدنية، لأن هوكينز لم يعمل وفقًا لتصميمات بارسونز، ولكن وفقًا للختم الإقليمي، وكان غرير هوكينز مُختلفًا تمامًا عن غرير بارسونز. اعتبر تاكساي أن مَنح الفضل لبارسونز كان مؤشرًا على رغبة مِثل هذهِ اللجان في ربط أعمالها بالفنانين المحليين.

## تصميم
الوجه الأمامي للعُملة هو تصوير غير دقيق للختم الإقليمي. يُسيطر على التصميم ساعد عامل منجم يحمل معولًا، مع كومة مِن خام الرصاص والتربة في الخلفية. يُمثل هذا أنشطة التعدين في جنوب شرق ويسكونسن التي جذبت العديد من المستوطنين إلى المنطقة في عشرينيات القرن التاسع عشر. التأريخ المذكور، 4 يوليو/تموز 1836، هو التأريخ الذي تولى فيه دودج منصبه كأول حاكم. تأريخ العُملة المعدنية وختم WISCONSIN TERRITORIAL CENTENNIAL يَظهران على التصميم.
يحتوي الوجه الخلفي على صورة الغرير، وهو حيوان ولاية ويسكونسن. وخلفهِ ثلاثة سهام ترمز إلى الصراع بين المستوطنين وهنود بلاك هوك، وغصن زيتون يُمثل السلام الذي مهد الطريق لإنشاء المنطقة، أو كما قال أنتوني سوياتيك، ووالتر برين في كتابهما الصادر عام 1988 عن العُملات التذكارية، "مذبحة وطرد الهنود الذين جعلوا المنطقة آمنة للمستوطنين البيض". يُحيط بالتصميم التصويري اسم الدولة، فئة العُملة، والنقوش المطلوبة بموجب القانون. يَظهر الحرف الأول من اسم هوكينز H أسفل الغرير، والذي يُمثل أيام تجارة الفراء المبكرة في ويسكونسن؛ ويؤكد كلا جانبي نصف الدولار على الموارد الطبيعية للولاية.

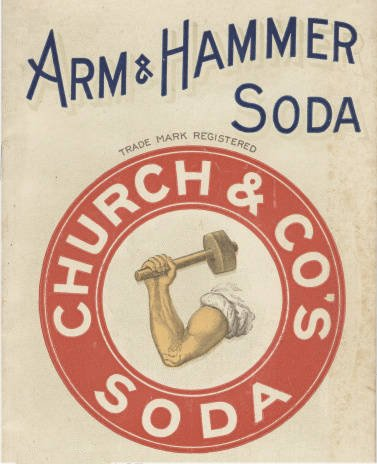
شعار شركة Church and Co's للصودا يعود تاريخه إلى عام 1904 تقريبًا

وفقًا لباورز، "لم يكن التصميم مُفضلًا لدى هواة الجمع، ولم يُظهر أي حماس تجاهه على الإطلاق". اعتبر تاكساي عُملة ويسكونسن "واحدة من أفقر إصداراتنا". كان كورنيليوس فيرميول، وهو مؤرخ فني كتب كتابًا عن العُملات والميداليات الأمريكية، يكره نصف الدولار الذي يحمله ويسكونسن، وقارن تصميمه بتصميم عُلبة صودا الخبز.
العُملة التي صدرت في عام 1936 بمناسبة الذكرى المئوية لتأسيس ولاية ويسكونسن كإقليم تنم عن الهواية. كانت التصاميم من عمل طالب فنون في جامعة ويسكونسن... هذه العملة نصف الدولار الأمريكية، كعمل فني، لا تعدو كونها ميدالية مدرسية من النوع الممل. من حيث التجربة البصرية، هي في مصاف بعض أسوأ الميداليات المحلية أو ميداليات المناسبات الصغيرة التي تتمتع بخلود إنما فقط على مستوى فنها المتوسط.

## التوزيع والتجميع

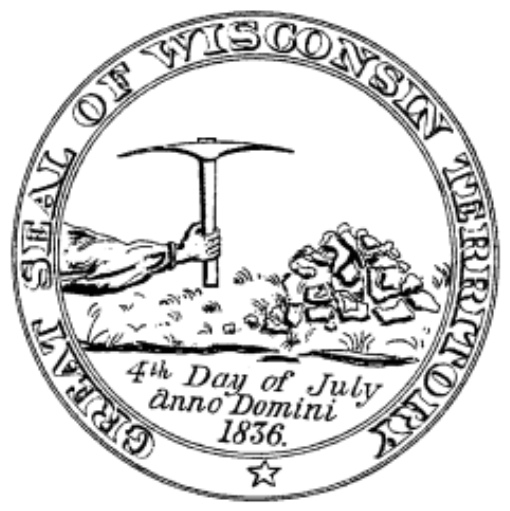
ختم إقليم ويسكونسن

كانت لجنة العُملات واثقة بدرجة كافية من أن التشريع الذي يجيز ذلك سيصبح قانونًا لدرجة أن هاريس، الذي عمل كموزع للعُملات، بدأ في قبول الطلبات في أبريل/نيسان 1936، قبل شهر من إقرار مشروع القانون. في حين أن التشريع الذي يجيز التذكارية دعا إلى سَك أدنى يبلغ 25000 قطعة نقدية دون وجود حد أقصى لعدد العُملات المعدنية التي يمكن سكها، اختار هاريس اتباع نهج مُتحفظ وسك 25015 عُملة فقط، بما في ذلك 15 عُملة معدنية مُخصصة للفحص والاختبار في اجتماع لجنة التحليل السنوي عام 1937. سُكت هذهِ العُملات في دار سك النقود في فيلادلفيا في يوليو/تموز 1936. على الرغم من أنه مِن غير المُرجح أن تكون العُملات المعدنية متاحة خلال احتفالات الذكرى المئوية لولاية ويسكونسن من 27 يونيو/حزيران إلى 5 يوليو/تموز، فقد بيعت معظمها مقابل 1.50 دولارًا للعُملة المعدنية عن طريق الطلب بالبريد من خِلال عمل اللجنة. سوقت العُملة المعدنية خلال موكب الذكرى المئوية لولاية ويسكونسن، وهو عرض تأريخي يمكن مشاهدته من 27 يونيو إلى 5 يوليو 1936، في ملعب كامب راندال، ملعب كرة القدم بجامعة ويسكونسن.
ذُكرت العُملة بشكل إيجابي في الصحف المحلية في ولاية ويسكونسن، والتي ادعت أن الإصدار قد نفدت على الفور بسبب الطلبات من كل حدب وصوب. ومع ذلك، بسبب إصدارها المتأخر وجاذبيتها المحلية في المقام الأول، لم تُبع العُملات المعدنية بشكل جيد، وظل العديد منها غير مباع بحلول نهاية عام 1936. استمر بيعها لمدة 16 عامًا تالية بواسطة جمعية ويسكونسن التاريخية بسعر مُخفض بلغ 1.25 دولارًا للعُملة الواحدة، حتى رُفع السعر إلى 3 دولارات للعُملة الواحدة في عام 1952. في نهاية المطاف، استنفد المعروض من العُملات المعدنية في أواخر الخمسينيات من القرن العشرين.
بيعت العُملات المعدنية في حاملات من الورق المقوى العادي، والتي تشبه حاملات نصف الدولار الذي صدر في مقاطعة يورك بولاية ماين بمناسبة الذكرى المئوية الثالثة، والتي تحتوي على فتحات لما يصل إلى خمس عُملات معدنية. غُلفت طلبيات قطعة واحدة أو قطعتين من العُملات المعدنية في ورق حريري وشحنها في مظاريف مطبوع عليها إما "LM HANKS, FIRST NATIONAL BANK BUILDING, MADISON, WISC" أو مختومة بختِم مطاطي "AFTER 10 DAYS RETURN TO STATE SUPERINTENDENT, STATE CAPITOL, MADISON, WISC". مِثل العُملات المعدنية، تعتبر الأظرف من المقتنيات التي تتراوح قيمتها بين 50 إلى 75 دولارًا.
بيعت القطعة التي تحمل اسم ويسكونسن في حالة غير مُتداولة بحوالي 1.25 دولار بحلول عام 1940، إلى 3.00 دولار بحلول عام 1950، إلى 14 دولارًا بحلول عام 1960، ثم إلى 325 دولارًا بحلول عام 1985.  يُدرج الإصدار الفاخر من كتاب دليل العملات المعدنية الأمريكية لـ RS Yeoman، الذي نُشر في عام 2020، العُملة المعدنية بسعر يتراوح بين 175 دولارًا و 250 دولارًا، حسب الحالة. بيعت عَينة بحالة استثنائية بمبلغ 17625 دولارًا في عام 2015.

## الملاحظات والمراجع
1. ↑  The edge is ridged, or milled.
2. ↑  In addition to the Wisconsin piece, they were: the نصف دولار ديلاوير الذكرى المئوية الثالثة، Bridgeport Centennial half dollar، Rhode Island Tercentenary half dollar، New Rochelle 250th Anniversary half dollar, House and Senate versions of the Long Island Tercentenary half dollar, and an unsuccessful proposal for a half dollar honoring ويليام هنري هاريسون. In addition, there was a proposal for a new design for the multi-year نصف دولار مئوية أركنساس  [لغات أخرى]‏, which would pass, and a similar request for the نصف دولار الذكرى المئوية لولاية تكساس, which would fail alongside bills for commemorative medals for جيفيرسون ديفيس and روبرت إدوارد لي, a proposal to revive the three-cent nickel, and a bill to declare it the policy of the U.S. to strike commemorative medals instead of commemorative coins.[13]
3. ↑  They were, in order, the نصف دولار ديلاوير الذكرى المئوية الثالثة, the Bridgeport, Connecticut, Centennial half dollar, the نصف دولار مئوية كليفلاند, the Wisconsin Territorial Centennial half dollar, the New Rochelle 250th Anniversary half dollar and the Long Island Tercentenary half dollar.[18]

1. ↑  Flynn، صفحة 354.
2. ↑  Crowell's Dictionary of Business and Finance. New York: Thomas Y. Crowell Company. 1923. ص. 121. OCLC:1123997620. مؤرشف من الأصل في 2022-11-22.
3. 1 2  Yeoman، صفحة 1093.
4. 1 2  "Wisconsin Centennial Half Dollar". Coinsite. 30 نوفمبر 2013. مؤرشف من الأصل في 2025-01-31. اطلع عليه بتاريخ 2021-05-04.
5. 1 2 3  Bair، صفحة 41.
6. ↑  Bowers، صفحات 12–13.
7. ↑  Yeoman، صفحات 1079–1101.
8. 1 2 3  Bowers، صفحة 401.
9. 1 2 3  Bair، صفحة 42.
10. 1 2 3 4  "Wisconsin Centennial Half Dollar". Coinsite. 30 نوفمبر 2013. مؤرشف من الأصل في 2025-01-31. اطلع عليه بتاريخ 2021-05-04."Wisconsin Centennial Half Dollar".
11. ↑  Bair، صفحة 45.
12. ↑  1936 Congressional Record, Vol. 82, Page 1194
13. 1 2  Senate hearings، صفحات title page, 1–2.
14. ↑  Senate hearings، صفحات 11–12.
15. ↑  Senate hearings، صفحات 18–23.
16. ↑  Senate report، صفحة 1.
17. ↑  1936 Congressional Record, Vol. 82, Page 4489–4490
18. ↑  1936 Congressional Record, Vol. 82, Page 4489–4490 (March 27, 1936)
19. ↑  House report، صفحة 1.
20. ↑  1936 Congressional Record, Vol. 82, Page 6314–6315
21. ↑  1936 Congressional Record, Vol. 82, Page 6611
22. ↑  قانون عام. 74–399
23. ↑  Taxay، صفحات 201–203.
24. ↑  Taxay، صفحات v–vi.
25. 1 2  Taxay، صفحة 204.
26. ↑  Bullowa، صفحة 143.
27. 1 2  Swiatek، صفحة 378.
28. 1 2  Swiatek & Breen، صفحة 267.
29. 1 2  Swiatek، صفحات 377–378.
30. ↑  Swiatek، صفحة 113.
31. ↑  Bullowa، صفحات 143–144.
32. ↑  Bowers، صفحة 403.
33. 1 2  Taxay، صفحة 201.
34. ↑  Bowers، صفحات 402–403.
35. ↑  "1936 Wisconsin 50C MS Silver Commemoratives". www.ngccoin.com. اطلع عليه بتاريخ 2019-04-10.
36. ↑  Swiatek، صفحات 379–380.
37. ↑  Bowers، صفحة 404.
38. ↑  Yeoman، صفحة 1094.
39. ↑  "1936 Wisconsin 50C MS Silver Commemoratives". www.ngccoin.com. اطلع عليه بتاريخ 2019-04-10."1936 Wisconsin 50C MS Silver Commemoratives".